# On the Radio
"On the Radio" är en sång skriven av Giorgio Moroder och Donna Summer och släppt på singel 1979 på skivmärket Casablanca. Den skrevs till filmmusiken för filmen Foxes och låg även på Donna Summers första internationella samlingsalbum On the Radio: Greatest Hits Volumes 1 & 2. Singeln blev i januari 1980 hennes tionde topp 10-hit i USA där den nådde en femteplats. Donna Summer framförde låten i många TV-program, som American Bandstand. 
Sången släpptes på tre format: 45-rpmsingel för radio; 5+-minutersversionen på Donna Summers dubbelalbum Greatest Hits, och en DJ Promo 7+-minutersversion släppt på 12"-singel (som fanns till filmmusikalbumet för Foxes). Den sista versionen släpptes senare i digipack på dubbla CD-skivan Bad Girls. Filmmusiken Foxes innehåller även en instrumentalversion av låten i balladtempo, där Moroder anges som soloartist.
Medan de två första versionerna innehöll all skriven text, utelämnade DJ Promo sista versen, för att i stället återupprepa den tredje. Bara den första, "korta", versionen slutade med ekosångeffekten "on the radio - adio - adio".

## Officiell version
- "On the Radio" - (Singelversion) - 4:00
- "On the Radio" - ("On the Radio: Greatest Hits Vol. 1 & 2"-version) - 5:50
- "On the Radio" - ("Foxes" soundtrack and 12"-singelversion) - 7:34
- "On the Radio" - (Pianoinstrumentalversion från filmmusiken till "Foxes") - 4:27

## Medverkande
- Sång och text av Donna Summer
- Musik skriven av Giorgio Moroder
- Producerad av Giorgio Moroder

## Coverversioner
- 1983 spelades en balladversion in av countrysångerskan Emmylou Harris på albumet White Shoes.
- Låten tolkades senare av Selena.
- 1999 spelade svenska sångaren och låtskrivaren Bosson in låten på albumet The Right Time.
- Engelske skådespelaren-sångaren Martine McCutcheon släppte en cover på låten 2001, vilken tog sig upp på den brittiska singellistans sjundeplats.
- 2006 spelades låten in av filippinske sångaren Regine Velasquez på albumet Covers Vol. 2.
- 2008 spelades den ina av filippinske sångaren Jaya på albumet Cool Change.
- 2010 spelade det alternativa rockbandet Hypnogaja in en akusisk cover i januari det året. Inspelningen nominerades till "Bästa manliga sånginsats" av Hollywood Music in Media Awards.
- 2010 spelade Jennifer Lopez in låten med franske DJ-producenten David Guetta för albumet Love?.[1]
- Tyske sångaren Michelle tolkade 2006, under namnet "Tanja Tomas", låten på albumet "My Passion"

## Livecovers
- Alexandra Burke framförde låten under säsong 5 av brittiska talangjakten The X Factor.\
- Katelyn Tarver framförde låten i realityserien American Juniors.
- 2005 under säsong 4 av American Idol framförde finalisten Vonzell Solomon låten den kväll då temat var "producentens val". Trots att hon prisades eliminerades hon ur tävlingen följande natt.
- 2006 tolkades On the Radio under säsong 4 av Australian Idol av blivande tvåan Jessica Mauboy under en omgång då disco var kvällens tema. Framförandet fick bra kritik av både domare och publik.

## Listplaceringar
| Lista (1979-1980) | Topplacering |
| ----------------- | ------------ |
| Nederländerna     | 27           |
| Norge             | 6            |
| Nya Zeeland       | 32           |

### Fotnoter
1. ↑  Seacrest, Ryan (29 april 2010). ”Jennifer Lopez teams up with david guetta for a cover of donna summer's on the radio”. Ryanseacrest.com. Arkiverad från originalet den 4 juli 2010. https://web.archive.org/web/20100704005727/http://www.ryanseacrest.com/blog/whats-happening/jennifer-lopez-teams-with-david-guetta-for-cover-of-donna-summers-on-the-radio-audio. Läst 29 april 2010.
2. ↑  ”Listplacering”. http://dutchcharts.nl/showitem.asp?interpret=Donna+Summer&titel=On+The+Radio&cat=s. Läst 22 maj 2011.
3. ↑  ”Listplacering”. http://norwegiancharts.com/showitem.asp?interpret=Donna+Summer&titel=On+The+Radio&cat=s. Läst 22 maj 2011.
4. ↑  ”Listplacering”. Arkiverad från originalet den 14 april 2012. https://web.archive.org/web/20120414205134/http://charts.org.nz/showitem.asp?interpret=Donna+Summer&titel=On+The+Radio&cat=s. Läst 22 maj 2011.